# لي د. بيكر
لي د. بيكر (بالإنجليزية: Lee D. Baker)‏ هو عالم إنسان أمريكي، ولد في 1966 في سان دييغو في الولايات المتحدة.